# باتل، ساسکس شرقی
longitudeباتل، ساسکس شرقیlatitudeباتل، ساسکس شرقی
باتل، ساسکس شرقی (به انگلیسی: Battle, East Sussex) یک شهرک در بریتانیا است که در Rother واقع شده‌است.

## خصوصیات
باتل ۳۱٫۸ کیلومترمربع مساحت و ۶٬۱۷۱ نفر جمعیت دارد.